# Electronic Entertainment Expo 2012
Electronic Entertainment Expo 2012 (сокр. E3 2012) — 18-я международная выставка компьютерных игр Electronic Entertainment Expo (E3). E3 является ежегодной торговой выставкой в индустрии компьютерных игр, которая проводится организацией Entertainment Software Association (ESA). Е3 2012 проходила с 5 по 7 июня 2012 года включительно в Los Angeles Convention Center. E3 используется многими разработчиками компьютерных игр для презентации своих будущих игр и игрового аппаратного обеспечения. Выставка транслировалась по телеканалу Spike, онлайн на компьютеры и мобильные устройства, а также через англ. PlayStation Home.

## Пресс-конференции
До шоу, несколько компаний выступили с заявлениями относительно их продукции. Nintendo представила новый дизайн для Wii U контроллера, известного теперь как Wii U GamePad, а также измененный вид самой консоли.

### Konami
Konami провел своё предварительное E3 шоу 31 мая 2012 года.

### Microsoft
Пресс-конференция Microsoft состоялась в англ. Galen Center 4 июня 2012 года в 23:30 (MSK). Она была известна под названием "Xbox: Entertainment Evolved" и была проведена в духе Halo: Combat Evolved. Сама пресс-конференция транслировалась в прямом эфире по телеканалу Spike.
На конференции были показаны кадры из предстоящих продолжений Halo 4, Call of Duty: Black Ops II, и Resident Evil 6. А также новые продукты кампании: Tomb Raider, Forza Horizon, South Park: The Stick of Truth, и многие другие.

### Electronic Arts
Electronic Arts вышли на сцену 5 июня в 00:00 (MSK). На конференции были продемонстрированы такие игры, как Crysis 3, Dead Space 3, Medal of Honor: Warfighter, Need For Speed: Most Wanted и SimCity.

### Ubisoft
Ubisoft провел пресс-конференцию 5 июня в 02:00 (MSK), показав такие игры, как: Assassin's Creed III, Far Cry 3, Just Dance 4, Rayman Legends, Tom Clancy's Splinter Cell: Blacklist, Watch Dogs и ZombiU.

### Sony
Sony провела пресс-конференцию в англ. Los Angeles Memorial Sports Arena 5 июня в 05:00 (MSK). Sony представила игры для своей игровой приставки PlayStation 3: God of War: Ascension, PlayStation All-Stars Battle Royale, The Last of Us, Assassin's Creed III и Far Cry 3. Также Sony объявила о создании игры Beyond: Two Souls.

### Nintendo
Пресс-конференция Nintendo состоялась 5 июня в 20:00 (MSK). На ней были продемонстрированы такие проекты, как: Pikmin 3, New Super Mario Bros. U, Batman: Arkham City: Armored Edition, Scribblenauts: Unlimited, ZombiU и другие.

## Список заметных компаний
Список компаний, чья продукция наиболее ярко, заметно и объёмно демонстрировалась на E3 2012.
- 2K Games
- Activision
- Alienware
- Atari
- Bethesda Softworks
- Bohemia Interactive
- Capcom
- Crytek
- Disney Interactive
- Electronic Arts
- Havok
- Konami
- Microsoft
- Namco Bandai Games
- Nintendo
- Nvidia
- Riot Games
- Sega
- Sony
- Sony Online Entertainment
- Square Enix
- Tecmo Koei
- Trion Worlds
- Ubisoft
- Valve Corporation
- Wargaming.net
- Warner Brothers Entertainment
- Zynga

## Список известных игр
Список известных игр, которые были продемонстрированы на E3 2012.
2K Games
- Borderlands 2
- NBA 2K13
- Spec Ops: The Line
- XCOM: Enemy Unknown

Activision
- Call of Duty: Black Ops II
- Family Guy: Back to the Multiverse
- Skylanders: Giants
- The Amazing Spider-Man
- Transformers: Fall of Cybertron

Atlus
- Persona 4 Arena
- The Testament of Sherlock Holmes

Bethesda Softworks
- Dishonored
- The Elder Scrolls Online

Bohemia Interactive
- Arma 3
- Carrier Command: Gaea Mission

Capcom
- Resident Evil 6
- DmC: Devil May Cry
- Lost Planet 3

Disney Interactive Studios
- Epic Mickey 2: The Power of Two
- Epic Mickey: Power of Illusion

Electronic Arts
- Command & Conquer: Generals 2
- Crysis 3
- Dead Space 3
- FIFA 13
- Madden NFL 13
- Medal of Honor: Warfighter
- NBA Live 13
- NCAA Football 13
- Need for Speed: Most Wanted
- NHL 13
- SimCity

Harmonix
- Dance Central 3
- Rock Band Blitz

Konami
- Castlevania: Lords of Shadow 2
- Castlevania: Lords of Shadow - Mirror of Fate
- New Little King's Story
- Metal Gear Rising: Revengeance
- Silent Hill: Book of Memories

LucasArts
- Star Wars 1313

Microsoft
- Fable: The Journey
- Forza Horizon
- Gears of War: Judgment
- Halo 4
- Matter

Namco Bandai
- Dragon Ball Z for Kinect
- Ni no Kuni: Wrath of the White Witch
- One Piece: Pirate Warriors
- Star Trek
- Tekken Tag Tournament 2

Nintendo
- Game & Wario
- Luigi's Mansion: Dark Moon
- New Super Mario Bros. 2
- New Super Mario Bros. U
- Nintendo Land
- Paper Mario: Sticker Star
- Pikmin 3
- Project P-100
- Wii Fit U

Sega
- Aliens: Colonial Marines
- Hatsune Miku
- Rhythm Thief & the Emperor's Treasure
- Sonic & All-Stars Racing Transformed

Sony
- Beyond: Two Souls
- God of War: Ascension
- Planetside 2
- LittleBigPlanet Karting
- PlayStation All-Stars Battle Royale
- Soul Sacrifice
- Sly Cooper: Thieves in Time
- The Last of Us

Square Enix
- Demons' Score
- Drakerider
- Final Fantasy Dimensions
- Heroes of Ruin
- Hitman: Absolution
- Kingdom Hearts 3D: Dream Drop Distance
- Quantum Conundrum
- Sleeping Dogs
- Theatrhythm Final Fantasy
- Tomb Raider

Tecmo Koei
- Dead or Alive 5

THQ
- Company of Heroes 2
- Darksiders II
- Metro: Last Light
- South Park: The Stick of Truth

TT Games
- Lego Batman 2: DC Super Heroes
- Lego City: Undercover
- Lego The Lord of the Rings

Ubisoft
- Assassin's Creed III
- Assassin's Creed III: Liberation
- Far Cry 3
- Just Dance 4
- Marvel Avengers: Battle for Earth
- Rayman Legends
- Shootmania
- Tom Clancy's Splinter Cell: Blacklist
- Watch Dogs
- ZombiU

Warner Brothers Entertainment
- F1 2012
- Guardians of Middle-earth
- Injustice: Gods Among Us
- Scribblenauts: Unlimited